# 가디안 (음악 그룹)
가디안(Guardian)은 1998년에 결성된 대한민국의 남성 그룹이다.

## 앨범
- 《Guardian》 (1998년)
  - 〈Intro〉
  - 〈슬픈 인연〉
  - 〈아르바이트〉
  - 〈세상이 가르쳐준 이별〉
  - 〈Guiding Light(수호천사)〉
  - 〈빨라.빨라〉
  - 〈애상〉
  - 〈미스터 플라워〉
  - 〈죄와 벌〉
  - 〈일요일 아침같은 그대〉
  - 〈Chaos(혼돈)〉
  - 〈Outro〉